# لوكا (جمهورية التشيك)
لوكا ( (بالألمانية: Luk)‏ هي بلدية وقرية في مقاطعة أولوموتس في إقليم أولوموتس في جمهورية التشيك. يبلغ عدد سكانها حوالي 900 نسمة.

## روابط خارجية
- الموقع الرسمي